# Bougé-Chambalud
Bougé-Chambalud és un municipi francès situat al departament de la Isèra i a la regió d'Alvèrnia-Roine-Alps. L'any 2007 tenia 1.171 habitants.

## Demografia

### Població
El 2007 la població de fet de Bougé-Chambalud era de 1.171 persones. Hi havia 432 famílies de les quals 91 eren unipersonals (29 homes vivint sols i 62 dones vivint soles), 137 parelles sense fills, 179 parelles amb fills i 25 famílies monoparentals amb fills.
La població ha evolucionat segons el següent gràfic:
Habitants censats

### Habitatges
El 2007 hi havia 501 habitatges, 441 eren l'habitatge principal de la família, 30 eren segones residències i 30 estaven desocupats. 465 eren cases i 30 eren apartaments. Dels 441 habitatges principals, 358 estaven ocupats pels seus propietaris, 66 estaven llogats i ocupats pels llogaters i 17 estaven cedits a títol gratuït; 3 tenien una cambra, 15 en tenien dues, 51 en tenien tres, 113 en tenien quatre i 260 en tenien cinc o més. 364 habitatges disposaven pel capbaix d'una plaça de pàrquing. A 166 habitatges hi havia un automòbil i a 243 n'hi havia dos o més.

### Piràmide de població
La piràmide de població per edats i sexe el 2009 era:
| Homes | Edats   | Dones |
| ----- | ------- | ----- |
| 0     | 95 o +  | 4     |
| 0     | 90 a 94 | 0     |
| 0     | 85 a 89 | 4     |
| 0     | 80 a 84 | 4     |
| 12    | 75 a 79 | 8     |
| 20    | 70 a 74 | 28    |
| 36    | 65 a 69 | 24    |
| 36    | 60 a 64 | 32    |
| 20    | 55 a 59 | 28    |
| 32    | 50 a 54 | 24    |
| 28    | 45 a 49 | 32    |
| 52    | 40 a 44 | 40    |
| 36    | 35 a 39 | 36    |
| 28    | 30 a 34 | 28    |
| 16    | 25 a 29 | 32    |
| 32    | 20 a 24 | 12    |
| 32    | 15 a 19 | 36    |
| 28    | 10 a 14 | 32    |
| 32    | 5 a 9   | 32    |
| 32    | 0 a 4   | 16    |

## Economia
El 2007 la població en edat de treballar era de 725 persones, 577 eren actives i 148 eren inactives. De les 577 persones actives 533 estaven ocupades (300 homes i 233 dones) i 45 estaven aturades (15 homes i 30 dones). De les 148 persones inactives 47 estaven jubilades, 47 estaven estudiant i 54 estaven classificades com a «altres inactius».

### Ingressos
El 2009 a Bougé-Chambalud hi havia 463 unitats fiscals que integraven 1.234,5 persones, la mediana anual d'ingressos fiscals per persona era de 17.955 €.

### Activitats econòmiques
Dels 38 establiments que hi havia el 2007, 3 eren d'empreses alimentàries, 1 d'una empresa de fabricació d'altres productes industrials, 13 d'empreses de construcció, 6 d'empreses de comerç i reparació d'automòbils, 3 d'empreses d'hostatgeria i restauració, 2 d'empreses financeres, 1 d'una empresa immobiliària, 6 d'empreses de serveis, 2 d'entitats de l'administració pública i 1 d'una empresa classificada com a «altres activitats de serveis».
Dels 15 establiments de servei als particulars que hi havia el 2009, 1 era un taller de reparació d'automòbils i de material agrícola, 1 paleta, 1 guixaire pintor, 3 fusteries, 3 lampisteries, 1 electricista, 1 empresa de construcció, 1 perruqueria i 3 restaurants.
Dels 4 establiments comercials que hi havia el 2009, 1 era una botiga de més de 120 m², 1 una fleca, 1 una llibreria i 1 una perfumeria.
L'any 2000 a Bougé-Chambalud hi havia 52 explotacions agrícoles que ocupaven un total de 957 hectàrees.

## Equipaments sanitaris i escolars
El 2009 hi havia 1 escola maternal i 1 escola elemental.

## Poblacions més properes
El següent diagrama mostra les poblacions més properes.